# Antonio Pacheco
Pour les articles homonymes, voir Pacheco.
Ne doit pas être confondu avec António Pacheco.
Antonio Pacheco, né le 11 avril 1976 à Montevideo, est un ancien footballeur international uruguayen.

## Biographie

### En club
Antonio Pacheco commence sa carrière professionnelle au CA Peñarol. Avec cette équipe, il remporte à 5 reprises le championnat d'Uruguay. Il dispute 96 matchs en Primera División, marquant 38 buts.
En 2001, il est acheté par le club italien de l'Inter Milan. Mais il n'arrivera jamais à se faire une place au sein de l'effectif pléthorique des Nerazzurri, ne disputant que deux petits matchs : un en Serie A, et l'autre en Coupe de l'UEFA, pour un temps de jeu de seulement 16 minutes.
Antonio Pacheco est ainsi prêté successivement à l'Espanyol de Barcelona, au CA Peñarol et à l'Albacete Balompié. Avec l'équipe de Peñarol, il en profite pour remporter un nouveau titre de champion d'Uruguay.
En 2005, il quitte l'Inter, en étant acheté par l'équipe de l'Albacete Balompié, chez qui il était prêté. Lors de l'été 2006, il se voit de nouveau transféré, cette fois-ci au club argentin du Gimnasia La Plata.
En 2007, Antonio Pacheco retrouve une nouvelle fois son club formateur, en signant un contrat avec le CA Peñarol. Il évolue en 2011 et 2012 au Montevideo Wanderers, avant de retourner à Peñarol. Il est finaliste de la prestigieuse Copa Libertadores en 2011 avec Peñarol.

### En équipe nationale
Antonio Pacheco est international uruguayen. Il reçoit un total de 12 sélections en équipe nationale entre 1997 et 2004, inscrivant 3 buts. 
Sa 1re sélection a lieu le 12 octobre 1997, lors d'une rencontre face à l'Argentine comptant pour les éliminatoires de la Coupe du monde 1998. Son 1er but est inscrit face aux Émirats arabes unis en Coupe des confédérations. Il inscrit son deuxième but face au Costa Rica en match amical. Son troisième et dernier intervient lors d'une rencontre face au Venezuela, toujours en amical. À noter qu'il inscrit ses deux derniers buts de la tête.
Avec l'Uruguay, Antonio Pacheco est finaliste de la Copa América 1999 et termine quatrième de la Coupe des confédérations 1997 organisée en Arabie saoudite.

## Clubs
- 1994-nov. 2000 :  CA Peñarol
- déc. 2000-2003 :  Inter Milan
  - 2001-2002 :  RCD Espanyol (prêt)
  - jan. 2003-2003 :  CA Peñarol (prêt)
- 2003-déc. . 2006 :  Albacete Balompié
  - jan. 2006-2006 :  Deportivo Alavés (prêt)
- jan. 2007-2007 :  Gimnasia y Esgrima La Plata
- 2007-2011 :  CA Peñarol
- 2011-2012 :  Montevideo Wanderers
- 2012-2015 :  CA Peñarol

## Palmarès

### En sélection
- 12 sélections et 3 buts en équipe d'Uruguay entre 1997 et 2004
- Finaliste de la Copa América en 1999 avec l'équipe d'Uruguay

### En club
- Champion d'Uruguay en 1994, 1995, 1996, 1997, 1999, 2003, 2010 et 2012 avec le CA Peñarol
- Finaliste de la Copa Libertadores en 2011 avec le CA Peñarol